# 2014年ソチオリンピックのアメリカ領ヴァージン諸島選手団
2014年ソチオリンピックのアメリカ領ヴァージン諸島選手団（2014ねんソチオリンピックのアメリカりょうヴァージンしょとうせんしゅだん）は、2014年2月7日から23日までロシアのソチで開催された2014年ソチオリンピックアメリカ領ヴァージン諸島選手団の名簿。

## 選手団
- 人員: 選手 1人
- 開会式旗手: ジャスミン・キャンベル

## アルペンスキー
- ジャスミン・キャンベル

女子大回転 (56位、3:05.05)
女子回転 (43位、2:10.37)